# 가야읍
가야읍(伽倻邑)은 경상남도 함안군의 행정·산업·교통의 중심지이다. 함안군의 중앙에 위치하여 동쪽은 산인면, 서쪽은 군북면, 남쪽은 함안면, 북쪽은 법수면에 연접해 있다. 남해고속도로와 경전선 철도, 지방도 등이 읍 중심부를 경유하는 교통의 요충지이다. 농경지가 넓고 비옥하며 수원이 풍부하여 일찍부터 수도작이 발달하였으며, 근래에는 수박, 참외, 방울토마토 등 시설원예 농업으로 경제작물을 재배하여 수출에 활기를 띠고 있다.  남고북저의 지형으로 150mm이상 강우시 일부 지역이 침수되는 저지대이며, 마산·창원 등 대도시에 인접한 전원도시로서 유동인구가 많고 아라가야의 고도로서 문화유적이 산재하여 역사 관광지로서의 발전잠재력이 풍부함은 물론 예술, 체육 분야에서도 나날이 성장하고 있다.

## 개요
군북은 진주선의 요역이며 군 서부는 광업 중심지이다. 이 지방은 옛 아라가야의 땅이므로 군내에는 당시의 고적이 많다. 조남산 능선에는 함안산성, 동면에는 고분군이 있는데 이는 아라가야 시대의 것으로 수혈식(구덩식) 석실분(竪穴式 石室墳)이다. 함안면에 있는 함안 대산리 석조삼존상(보물 제71호), 방어산에 마애불이라고 불리는 삼존불이 산정에 있다.

## 연혁
가야읍은 6가야중 하나인 아라가야(일명 아시량국 또는 안라국)의 옛 도읍지였으며 신라 법흥왕 때 신라에 합병되었다. 1914년 3월 1일 행정구역 개편에 따라 산외면과 우곡면, 백사면의 3개면을 합하여 아라가야의 옛 도읍지라하여 가야면으로 부르게 되었다. 1954년 11월 12일 인근 함안면에 위치했던 군청사가 가야면으로 옮겨지면서 함안군의 행정 중심지가 되어 나날이 발전하여 왔으며, 1973년 7월 1일 대산면 산서리 4개마을을 편입하였고, 1979년 5월 1일 읍으로 승격하였다. 1983년 2월 15일 말산리 본동을 본동과 중앙동으로 도항리 당산동을 당산동과 돈산동으로 각각 분동하고, 1991년 4월 11일 말산리 중앙동을 중앙 1,2동으로, 1993년 7월 15일에는 도항리 당산동을 당산 1,2동으로, 2000년 9월 29일 신동을 남경동과 신동으로 분동하였다. 2006년 1월 12일 말산리의 중동과 도항리의 원동에 걸쳐있는 해동아파트가 해동으로 분동되었고, 2007년 4월 26일 산서리의 축암동을 축암동과 입등으로 도항리 원동을 원동과 성내동으로 각 분동되어 현재 11개리 40개동을 관할하고 있다.

## 행정 구역
- 가야리(伽倻里)
- 산서리(山西里)
- 묘사리(苗沙里)
- 사내리(沙內里)
- 도항리(道項里)
- 말산리(末山里)
- 검암리(儉岩里)
- 신음리(新音里)
- 춘곡리(春谷里)
- 혈곡리(穴谷里)
- 광정리(廣井里)

## 교육
- 아라초등학교 (말산리)
- 가야초등학교 (도항리)
- 중앙초등학교 (산서리)
- 함안여자중학교 (이하 도항리)
- 함안중학교
- 명덕고등학교
- 함안고등학교

## 아파트
| 단지명          | 건설사     | 시행사       | 주소                 | 입주        | 비고     |
| --------------- | ---------- | ------------ | -------------------- | ----------- | -------- |
| 도항주공 1단지  | 건남토건㈜ | 대한주택공사 | 성내북길 25 (도항리) | 2004년 7월  |          |
| 도항주공 2단지  | 삼광기업㈜ | 대한주택공사 | 성내북길 57 (도항리) | 2006년 5월  | 국민임대 |
| 도항 대경파미르 | ㈜대경건설 | ㈜서문알앤디 | 성내북길 70 (도항리) | 2014년 11월 |          |